# Cartes d'Amarna

Mapa polític de l'Orient Mitjà al primer període cobert per les Cartes d'Amarna, primera meitat del

La situació geopolítica a l'Orient Mitjà cap al 1200 aC, al final de l'Edat del Bronze Final.

Les cartes d'Amarna són quatre centenars de tauletes d'argila amb inscripcions cuneïformes, conegudes també com les tauletes d'Amarna. Aquestes cartes formen la correspondència diplomàtica del faraó Akhenaton i del seu pare, Amenofis III que Akhenaton, a la seva mort, va recollir i arxivar conjuntament.
El 1887, una dona de la regió de Tell al-Amarna va trobar les primeres cent tauletes. Estaven gravades amb inscripcions cuneïformes i contenien la correspondència diplomàtica internacional dels faraons. En total, es van trobar 382 tauletes, que es van revelar com un instrument de primera mà per a l'estudi del segle xiv aC. Flinders Petrie va trobar encara a l'edifici on s'havien trobat les tauletes, algunes més (22) a les trobades inicialment, fins a completar la xifra de 382.
La majoria estan escrites en llengua accàdia, i algunes (poques) en altres llengües (hurrita, hitita). De les 382 tauletes, 350 són cartes d'Akhenaton o del seu pare amb governants estrangers, i amb els vassalls del faraó a les províncies egípcies de Síria. El faraó va intercanviar correspondència amb els seus "germans" els reis d'Hatti, de Mitanni, de Babilònia i d'Assíria. Però Mitanni en aquella època ja era un estat en decadència, i Subiluliuma I el va conquerir. Assíria va ocupar el buit de poder després de la caiguda de Mitanni. Es pot veure l'inici de l'ascensió dels assiris en una carta on el rei de babilònia es queixa al faraó perquè els assiris havien enviat directament una ambaixada a Egipte quan eren vassalls de Babilònia. El faraó els havia rebut amb tots els honors, veient que aviat serien un estat important en aquella zona. El contingut general de les cartes mostra una intensa activitat política i diplomàtica per tal d'evitar els conflictes armats en una regió molt conflictiva i amb amplis interessos territorials per part de tots els estats en joc. A banda de les topades freqüents entre els hitites i Mitanni, sembla que els hitites només van tenir tres guerres importants amb algun dels altres regnes, dues amb Egipte, a Cadeix i una amb Assíria, la batalla de Nihriya, al nord de Mesopotàmia.
El contingut de 32 tauletes el conformen altres textos (mites, poemes èpics, lèxics...). Unes 40 cartes provenen dels estats amb els quals Egipte tenia una relació d'igual a igual (Babilònia, Assíria, Mitanni, Arzawa, Alashiya o Alashia i Hatti, i la resta són dels prínceps vassalls a Síria i Palestina. 203 es troben a Berlín al Vorderasiatisches Museum; 49 o 50 són al Museu d'Antiguitats Egípcies del Caire; 95 són al Museu Britànic; 22 són a l'Ashmolean Museum d'Oxford (les trobades per Petrie); 7 són al Museu del Louvre; 9 són en col·leccions privades; i 2 al Museu Metropolità de Nova York.